# Ózd
Ózd er en by i det nordøstlige Ungarn med 30.550(2024) indbyggere. Byen ligger i provinsen Borsod-Abaúj-Zemplén, ved grænsen til nabolandet Slovakiet.